# Ernst Ullring
Ernst Gustav Adolf Ullring (Horten, 18 giugno 1894 – Oslo, 10 ottobre 1953) è stato un militare e inventore norvegese.

## Biografia
Ullring nacque a Horten, figlio di Ole Edvard Ullring e di Svenda Fogelstrøm, e si diplomò come ufficiale militare della marina norvegese nel 1916. Durante gli anni passati al servizio della marina militare, ebbe l'occasione di inventare una serie di strumenti navali tra cui un radiogoniometro detto appunto Ullrings peileskive.
Durante l'Occupazione nazista della Norvegia nel 1940 venne posto al comando del distruttore HNoMS Sleipner, e prestò servizio come governatore delle Svalbard dal 1942 al 1943, incarico da cui ad ogni modo venne rimosso perché sospettato di collaborazionismo coi nemici del Reich. Dal 1944 al 1945 decise infatti di schierarsi apertamente con gli alleati e divenne commodoro della Royal Naval Reserve, venendo coinvolto nella Battaglia dell'Atlantico e nell'uso di convogli artici.